# Arnold Palmer
Arnold Daniel Palmer (* 10. September 1929 in Latrobe, Pennsylvania; † 25. September 2016 in Pittsburgh, Pennsylvania) war ein US-amerikanischer Profigolfer. Er gehörte zusammen mit Bobby Jones, Jack Nicklaus und Tiger Woods zu den berühmtesten Akteuren im Golfsport. Zweifellos war Palmer aber der populärste Golfspieler, er war der erste Star der TV-Ära dieses Sports, die in den 1950er Jahren ihren Anfang nahm. 1960 begründete er das moderne Sportmarketing, als erster Sportler, der parallel zu hohen Preisgeldern hohe Einnahmen aus Werbung erzielte. Daneben war Palmer auch als Golfplatz-Designer bekannt.

## Laufbahn
Der Vater von Arnold Palmer, Deacon Palmer (1905–1976), war von 1926 bis zu seinem Tod 1976 Grounds Superintendent im Latrobe Country Club bei Pittsburgh. Deacon Palmer war ab 1931 Golf-Pro. Arnold Palmer gibt an, dass er – wenn überhaupt in der Familie – das Spielen eher von seiner Mutter lernte, sein Vater sei viel zu beschäftigt mit dem Golfplatz gewesen.
Im Laufe seiner eindrucksvollen Karriere gewann Arnold Palmer sieben Majors (4 Masters, 2 Open Championships und einmal die US Open). Seine besten Jahre auf der PGA Tour waren zwischen 1960 und 1963, als er innerhalb von vier Saisonen 29 Turniersiege verzeichnete. Damals rekrutierte sich eine riesige Fangemeinde, bekannt als Arnie's Army, die ihn noch Jahrzehnte später von Turnier zu Turnier begleitete. Er war 1967 der erste Berufsgolfer, der die 1-Million-Dollar-Marke an Preisgeld überschritt. Einer der Gründe für die große Popularität und die hohen Einnahmen waren das professionelle Management durch den Anwalt Mark McCormack, der Firmen überzeugte, Golfturniere zu sponsern. Gegen Ende der 1960er Jahre wurde Palmer von seinem deutlich jüngeren Dauerrivalen Jack Nicklaus nachhaltig überflügelt, aber er gewann trotzdem Jahr für Jahr mindestens ein Turnier und 1972 sogar deren vier.
Als Palmer dann für die PGA Senior Tour, die heutige Champions Tour, spielberechtigt war, konnte er mit seinem Auftreten zum Erfolg dieser Turnierserie wesentlich beitragen. Er gewann dort zehn Events, davon waren fünf Senior Majors.
2004 trat Arnold Palmer zum letzten Mal beim Masters in Augusta, Georgia, an, nach 50 Starts in Folge. Als er dann 2005 beim US Senior Open den Cut um 21 Schläge verpasste, gab er seinen Rücktritt bei Senior Majors bekannt. Im Oktober 2006 zog er sich endgültig vom professionellen Turnierbetrieb zurück.

## Wichtigste Auszeichnungen

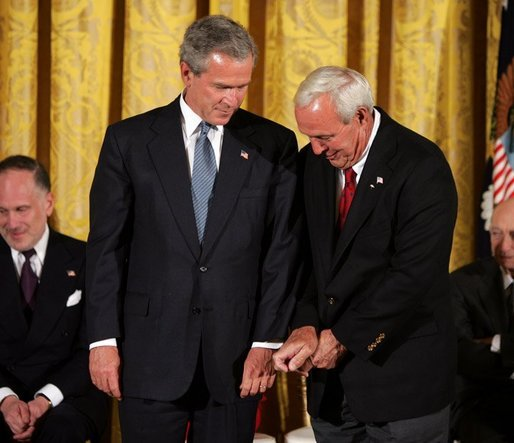
George W. Bush verleiht Arnold Palmer die Presidential Medal of Freedom.

- 1960: Hickok Belt als bester professioneller Athlet des Jahres
- 1960: Sportsman of the Year
- 1960: PGA Player of the Year
- 1962: PGA Player of the Year
- 1971: Bob Jones Award, die höchste Auszeichnung der USGA
- 1974: World Golf Hall of Fame, Aufnahme in die Ruhmeshalle des Welt-Golfsports
- 1994: PGA of America Distinguished Service Award
- 1998: PGA TOUR Lifetime Achievement Award
- 2000: Payne Stewart Award
- 2004: Freiheitsmedaille („The Presidential Medal of Freedom“) der USA
- 2009: Congressional Gold Medal

## PGA Tour Siege
- 1955: Canadian Open
- 1956: Insurance City Open, Eastern Open
- 1957: Houston Open, Azalea Open Invitational, Rubber City Open Invitational, San Diego Open Invitational
- 1958: St. Petersburg Open Invitational, The Masters, Pepsi Championship
- 1959: Thunderbird Invitational, Oklahoma City Open Invitational, West Palm Beach Open Invitational
- 1960: Palm Springs Desert Golf Classic, Texas Open Invitational, Baton Rouge Open Invitational, Pensacola Open Invitational, The Masters, US Open, Insurance City Open Invitational, Mobile Sertoma Open Invitational
- 1961: San Diego Open Invitational, Phoenix Open Invitational, Baton Rouge Open Invitational, Texas Open Invitational, Western Open, The Open Championship
- 1962: Palm Springs Golf Classic, Phoenix Open Invitational, The Masters, Texas Open Invitational, Tournament of Champions, Colonial National Invitation, The Open Championship, American Golf Classic
- 1963: Los Angeles Open, Phoenix Open Invitational, Pensacola Open Invitational, Thunderbird Classic Invitational, Cleveland Open Invitational, Western Open, Whitemarsh Open Invitational
- 1964: The Masters, Oklahoma City Open Invitational
- 1965: Tournament of Champions
- 1966: Los Angeles Open, Tournament of Champions, Houston Champions International
- 1967: Los Angeles Open, Tucson Open Invitational, American Golf Classic, Thunderbird Classic
- 1968: Bob Hope Desert Classic, Kemper Open
- 1969: Heritage Golf Classic, Danny Thomas-Diplomat Classic
- 1970: National Four-Ball Championship (mit Jack Nicklaus)
- 1971: Bob Hope Desert Classic, Florida Citrus Invitational, Westchester Classic, National Team Championship (mit Jack Nicklaus)
- 1973: Bob Hope Desert Classic

Major Championships sind fett gedruckt.

## Andere Turniersiege
- 1954: U.S. Amateur
- 1955: Panama Open, Colombia Open
- 1960: Canada Cup (mit Sam Snead)
- 1962: Canada Cup (mit Sam Snead)
- 1963: Australian Wills Masters Tournament, Canada Cup (mit Jack Nicklaus)
- 1964: Piccadilly World Match Play Championship (England), Canada Cup (mit Jack Nicklaus)
- 1966: Australian Open, Canada Cup (mit Jack Nicklaus), PGA Team Championship (mit Jack Nicklaus)
- 1967: Piccadilly World Match Play Championship (England), World Cup (im Team mit Jack Nicklaus u. Einzelwertung)
- 1971: Lancome Trophy (Saint-Nom-la-Bretèche, (Frankreich))
- 1974: Spanish Open (European Tour)
- 1975: Penfold PGA Championship (European Tour)
- 1980: Canadian PGA Championship

## Resultate bei Major-Turnieren
| Turnier               | 1953 | 1954 | 1955 | 1956 | 1957 | 1958 | 1959 | 1960 | 1961 | 1962 | 1963 | 1964 | 1965 | 1966 | 1967 |
| --------------------- | ---- | ---- | ---- | ---- | ---- | ---- | ---- | ---- | ---- | ---- | ---- | ---- | ---- | ---- | ---- |
| The Masters           | DNP  | DNP  | T10  | 21   | T7   | 1    | 3    | 1    | T2   | 1    | T9   | 1    | T2   | T4   | 4    |
| US Open               | CUT  | CUT  | T21  | 7    | CUT  | T23  | T5   | 1    | T14  | 2    | T2   | T5   | CUT  | 2    | 2    |
| The Open Championship | DNP  | DNP  | DNP  | DNP  | DNP  | DNP  | DNP  | 2    | 1    | 1    | T26  | DNP  | 16   | T8   | DNP  |
| PGA Championship      | DNP  | DNP  | DNP  | DNP  | DNP  | T40  | T14  | T7   | T5   | T17  | T40  | T2   | T33  | T6   | T14  |

| Turnier               | 1968 | 1969 | 1970 | 1971 | 1972 | 1973 | 1974 | 1975 | 1976 | 1977 | 1978 | 1979 | 1980 | 1981 | 1982 |
| --------------------- | ---- | ---- | ---- | ---- | ---- | ---- | ---- | ---- | ---- | ---- | ---- | ---- | ---- | ---- | ---- |
| The Masters           | CUT  | 27   | T36  | T18  | T33  | T24  | T11  | T13  | CUT  | T24  | T37  | CUT  | T24  | CUT  | 47   |
| US Open               | 59   | T6   | T54  | T24  | 3    | T4   | T5   | T9   | T50  | T19  | CUT  | T59  | 63   | CUT  | CUT  |
| The Open Championship | T10  | DNP  | 12   | DNP  | T7   | T14  | DNP  | T16  | T55  | 7    | T34  | DNP  | CUT  | T23  | T27  |
| PGA Championship      | T2   | WD   | T2   | T18  | T16  | CUT  | T28  | T33  | T15  | T19  | CUT  | CUT  | T72  | 76   | CUT  |

| Turnier               | 1983 | 1984 | 1985 | 1986 | 1987 | 1988 | 1989 | 1990 | 1991 | 1992 | 1993 | 1994 | 1995 | 1996 | 1997 |
| --------------------- | ---- | ---- | ---- | ---- | ---- | ---- | ---- | ---- | ---- | ---- | ---- | ---- | ---- | ---- | ---- |
| The Masters           | T36  | CUT  | CUT  | CUT  | CUT  | CUT  | CUT  | CUT  | CUT  | CUT  | CUT  | CUT  | CUT  | CUT  | CUT  |
| US Open               | T60  | DNP  | DNP  | DNP  | DNP  | DNP  | DNP  | DNP  | DNP  | DNP  | DNP  | CUT  | DNP  | DNP  | DNP  |
| The Open Championship | T56  | CUT  | DNP  | DNP  | CUT  | DNP  | CUT  | CUT  | DNP  | DNP  | DNP  | DNP  | CUT  | DNP  | DNP  |
| PGA Championship      | T67  | CUT  | T65  | CUT  | T65  | CUT  | T63  | CUT  | CUT  | CUT  | CUT  | CUT  | DNP  | DNP  | DNP  |

| Turnier               | 1998 | 1999 | 2000 | 2001 | 2002 | 2003 | 2004 |
| --------------------- | ---- | ---- | ---- | ---- | ---- | ---- | ---- |
| The Masters           | CUT  | CUT  | CUT  | CUT  | CUT  | CUT  | CUT  |
| US Open               | DNP  | DNP  | DNP  | DNP  | DNP  | DNP  | DNP  |
| The Open Championship | DNP  | DNP  | DNP  | DNP  | DNP  | DNP  | DNP  |
| PGA Championship      | DNP  | DNP  | DNP  | DNP  | DNP  | DNP  | DNP  |

## Senior PGA Tour Siege
- 1980: PGA Seniors' Championship
- 1981: U.S. Senior Open
- 1982: Marlboro Classic, Denver Post Champions of Golf
- 1983: Boca Grove Classic
- 1984: General Foods PGA Seniors' Championship, Senior Tournament Players Championship, Quadel Senior Classic
- 1985: Senior Tournament Players Championship
- 1988: Crestar Classic

Senior Majors sind fett gedruckt.

## Andere Senioren-Turniersiege
- 1984: Doug Sanders Celebrity Pro-Am
- 1986: Union Mutual Classic
- 1990: Senior Skins Game
- 1992: Senior Skins Game
- 1993: Senior Skins Game

## Trivia

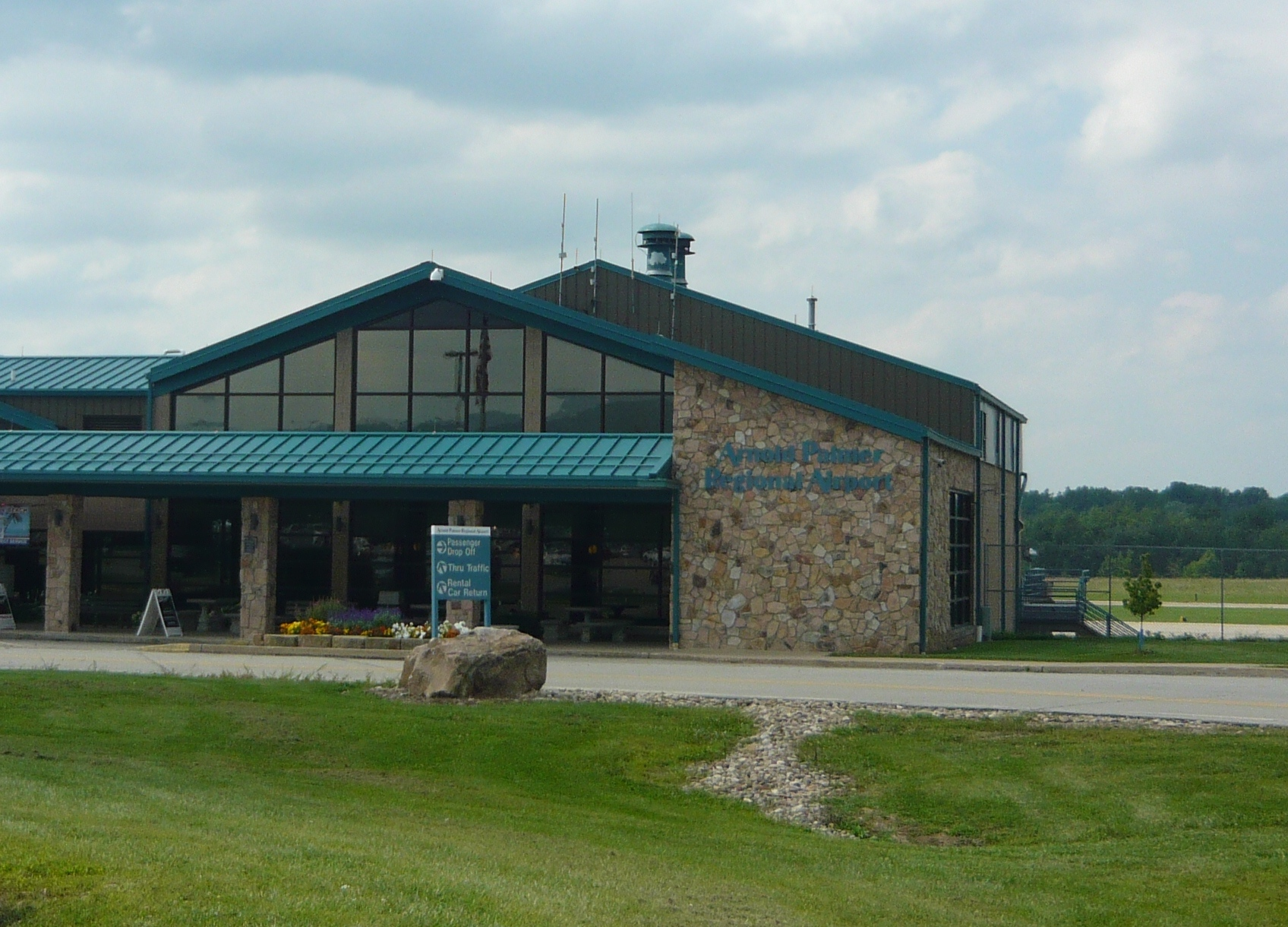
Arnold Palmer Flughafen in Latrobe

Palmers Enkel, Sam Saunders, ist ebenfalls ein professioneller Golfspieler und gewann im Alter von 15 Jahren die Club Meisterschaft in Bay Hill. Saunders erwähnte in einem Interview, dass der Familienspitzname von Palmer Dumpy lautet.
Palmer war zu Lebzeiten über 50 Jahre lang begeisterter Pilot. Seinen letzten Flug absolvierte er Ende Januar 2011 in seiner Cessna Citation X. Ihm zu Ehren wurde der Regionalflughafen seiner Geburtsstadt in Latrobe (Pennsylvania) nach ihm benannt.
Arnold Palmer war ein aktives Mitglied im Bund der Freimaurer (Loyalhanna Lodge No. 275, Latrobe). Er engagierte sich ebenfalls bei den Shriners für die kostenlose medizinische Versorgung von Kindern.
Palmer war 45 Jahre mit Winnie Palmer verheiratet. Sie starb am 20. November 1999 aufgrund von Eierstockkrebs. 2005 heiratete er in einer kleinen privaten Zeremonie seine langjährige Freundin Katherine Gawthrop.
Bei der Golfspielreihe Links LS war er auf mehreren Boxen zu sehen und wurde auch im Spiel animiert dargestellt. Er tauchte zusammen mit Tiger Woods auf dem Cover des Computerspiel Tiger Woods PGA Tour 14 auf.
Palmer lebte in der Nähe seines Golfplatzes, dem Arnold Palmer's Bay Hill Country Club and Lodge, in Orlando (Florida).
In den USA wird ein beliebtes Mischgetränk aus Limonade und Eistee Arnold Palmer genannt.
Arnold Palmer wird in der englischen Originalversion des Films „Goldfinger“ (1964) genannt, als Goldfinger versucht James Bond im Golf-Spiel zu betrügen.